# Флорет

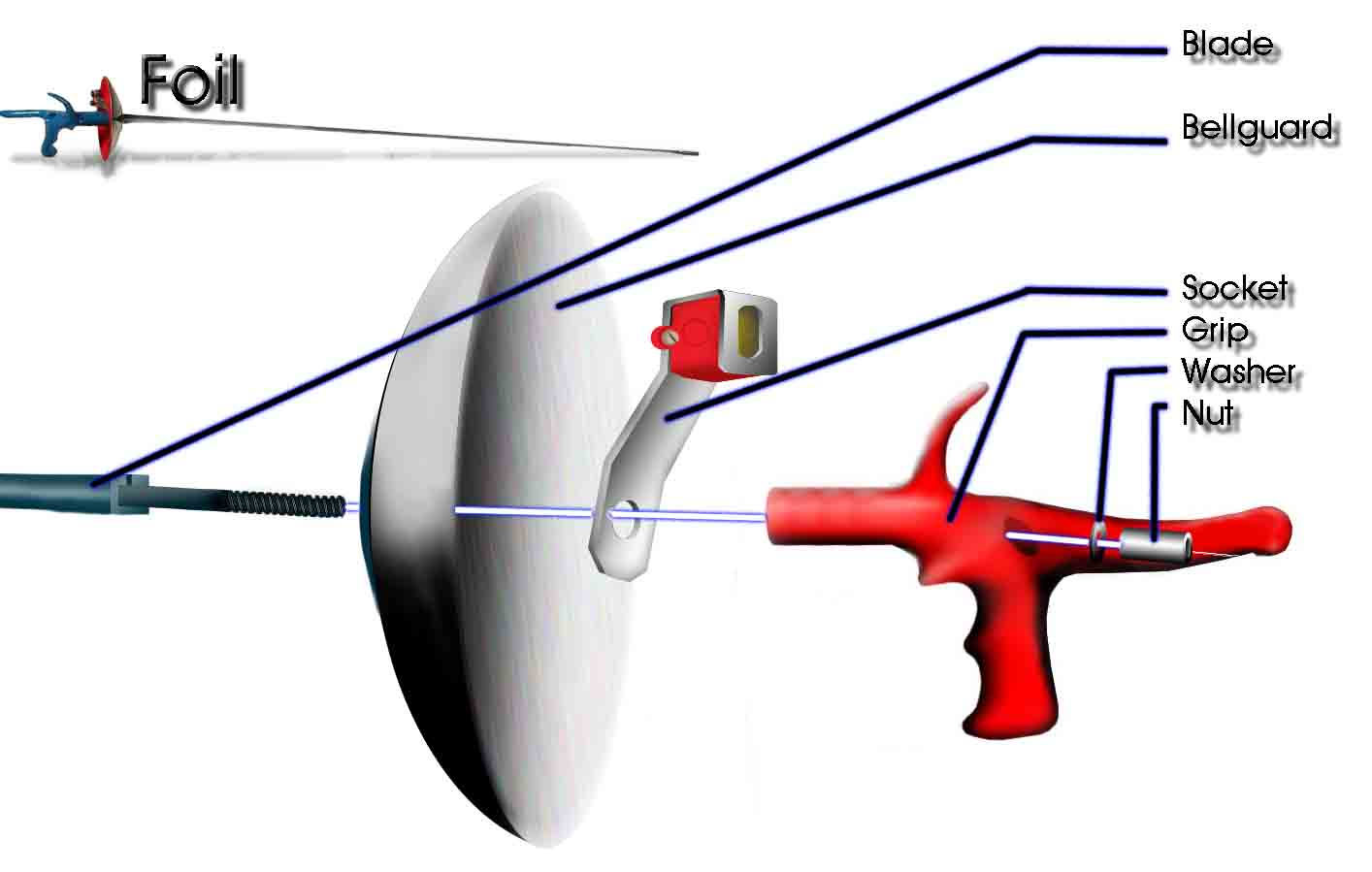
Електрична спортивна флорета

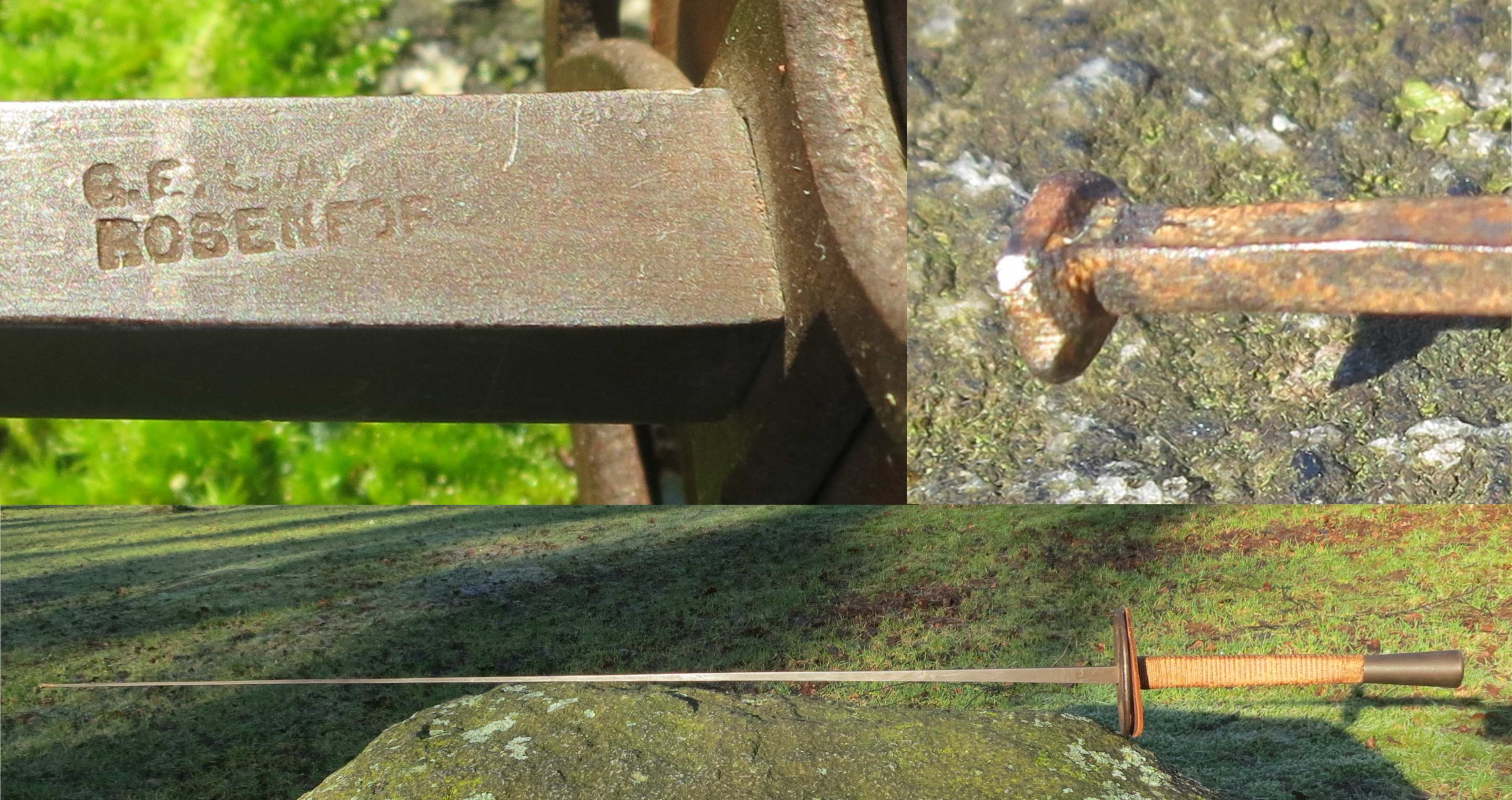
Шведська фольга початку 1900-х років

Флоре́т (фр. fleuret, ісп. florete, нім. Florett) — спортивна колюча зброя, що складається із сталевого еластичного леза та ефеса (захисна чашоподібна гарда), походить від малої (костюмної) шпаги.

## Характеристики
Лезо прямокутного змінного перерізу, пропорційно зменшується до вершини, на яку нагвинчений оскіп діаметром 6 мм. Основина леза переходить в пряму ділянку (з різьбленням на кінці), на яку надівається ефес наступним чином: гарда, прокладка, рукоятка та гайка, яка фіксує ефес на зброї. Загальна довжина флорети не перевищує 110 см (лезо — 90 см), діаметр гарди не більше 120 мм, глибина гарди — до 55 мм, довжина руків'я з гайкою не більше 232 мм. Загальна маса флорети не перевищує 500 г.
У звичайних (тренувальних) флорет оскіп на зброї нерухомий, у електрифікованих флорет (застосовуються в офіційних змаганнях з фехтування з 1954-о року) оскіп являє собою рухливий електроконтактний пристрій з кнопкою, при натисканні на яку (під час випаду) відбувається замикання електричного кола. На одній з граней клинка електрифікованої рапіри є поглиблення (уздовж всієї грані від наконечника до гарди), у яке вмонтовано провід, що з'єднує електроконтактний пристрій оскіпа з контактним розніманням («двійником») під гардою. У флорет пряме руків'я іноді замінюється на фігурне.